# Marta Corachan i Cuyàs
Marta Corachan i Cuyàs (Barcelona, 1936 - Barcelona, 5 d'abril de 2025) va ser una diplomada en infermeria, dietètica i gestió comercial hospitalària catalana, que va presidir la Creu Roja a Catalunya i va ser vicepresidenta de Creu Roja Espanyola.
Es va titular en infermeria i dietètica a la Universitat de Barcelona el 1978. Als trenta anys va ser nomenada consellera delegada de la Clínica Corachan de Barcelona, fundada pel seu avi Manuel Corachan García.
Era voluntària de la Creu Roja a Catalunya des de 1964 i el 1994 en va ser elegida presidenta; el 1999 en va ser reelegida per un altre mandat. Durant la seva presidència l'entitat va anar marxant de l'àmbit sanitari, per anar consolidant una posició més social i atendre els àmbits de la immigració i de la gent gran.
El 2002 va rebre la Creu de Sant Jordi «per la seva trajectòria en el món sanitari i assistencial i, singularment, per la seva etapa com a presidenta de la Creu Roja a Catalunya, organització que, des d'un compromís solidari, aporta a la societat una positiva confiança i un suport constant en situacions de risc».
Marta Corachan era membre del Consell Alumni de la Universitat de Barcelona.